# Éléonore-Amélie de Lobkowicz

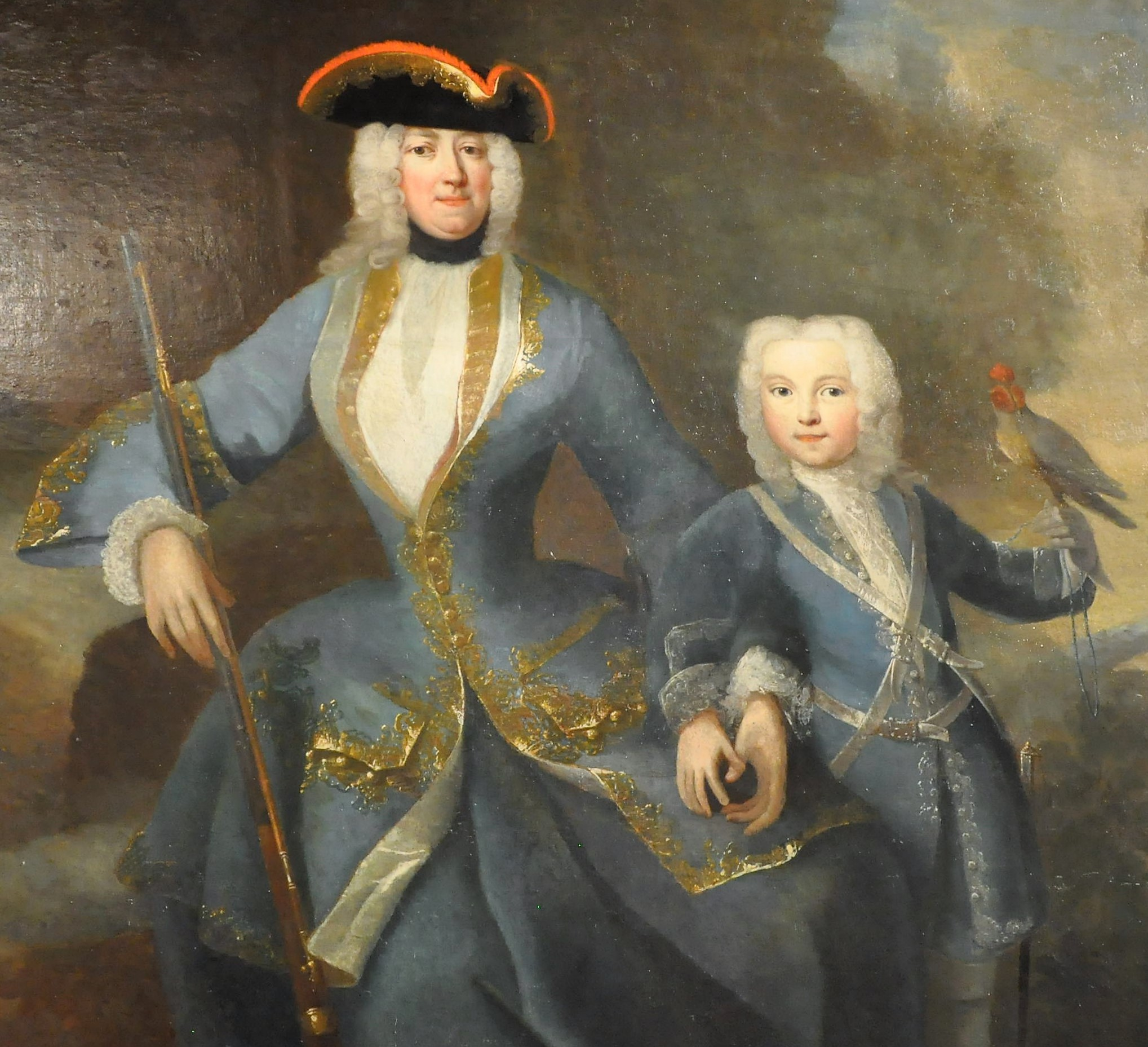
Eleonore et son fils Joseph

Éléonore Élisabeth Amalia Magdalena, née le 20 juin 1682 à Mělník en royaume de Bohême et décédée à 59 ans le 5 mai 1741 au Palais Schwarzenberg à Vienne, était une princesse de la noblesse autrichienne, de la maison Lobkowicz (en allemand : Haus Lobkowitsch) et, par mariage, de la maison Schwarzenberg (en allemand : Haus Schwarzenberg).

## Biographie
Eleonore est la fille du prince Ferdinand-Auguste de Lobkowicz (1655-1715), duc de Sagan et de sa seconde femme, la margravine Maria Anne Wilhelmine von Baden-Baden (1655-1701), la fille de Wilhelm, margrave de Baden-Baden.
Le 6 décembre 1701 la princesse Éléonore épouse le maréchal de la cour d'Autriche et prince héritier des Schwarzenberg Adam Franz Karl Eusebius von Schwarzenberg. Éléonore a bénéficié d'une bonne éducation, parlant plusieurs langues et cultivée, dont le style de vie opulent et raffiné était apprécié à la cour des Habsbourg. De leur mariage naissent deux enfants :
- Maria Anna (1706-1755) qui épousera le margrave Ludwig Georg Simpert von Baden-Baden ;
- Joseph I von Schwarzenberg (1722-1782), héritier inespéré de la maison Schwarzenberg qu'elle eut à quarante et un ans.

Après trente et un ans de mariage, son mari meurt d'un accident de chasse sur le domaine impérial situé près d'Alt-Bunzlau en Bohême. L'auteur du tir mortel n'est autre que l'Empereur Charles VI du Saint-Empire lui-même, qui, en guise de réparation, prend avec lui le fils d'Éléonore à la cour de Vienne et attribue à Éléonore une pension de cinq mille florins, qui lui permet de maintenir son train de vie dans sa très coûteuse résidence, le château de Krumau.
Au terme d'une douloureuse maladie gastro-entérologique de plusieurs années, la princesse Éléonore meurt le 5 mai 1741 au palais Schwarzenberg à Vienne.

## Personnage inspirant Bram Stoker?
En 2007, le documentaire autrichien La Princesse Vampire analyse le mythe selon lequel Éléonore aurait été un vampire. Ce reportage de Klaus Steindl diffusé sur la chaîne française Arte affirme que la princesse Éléonore pourrait être l'une des sources de Bram Stoker pour son personnage de la princesse-vampire Lénore, dans son roman gothique Dracula. En fait, atteinte d'un mal mystérieux qui la faisait beaucoup souffrir, la princesse dépensait des fortunes en remèdes à base de potions, mais aussi en formules ésotériques et magiques que l'Église désapprouvait et qui alimentaient des rumeurs à propos d'un « mal des vampires » qu'elle aurait contracté de l'un de ces monstres.
De leur côté, les autorités craignaient que le mal dont elle souffrait, et qui s'aggravait, ne se répande. Le docteur Franz von Gerstoff, médecin de l'Empereur Habsbourg, se rendit à son chevet et décida son transfert à Vienne. Après le décès de la princesse, une autopsie fut pratiquée (fait rare pour l'époque, peut-être pour faire taire les rumeurs) en disséquant ses entrailles, tuméfiées, et en prélevant son cœur, sain. Elle fut donc enterrée religieusement dans une chapelle de l'église Saint-Vitus de Krumau, mais tout de même dans une tombe scellée par une voûte maçonnée, par crainte des contaminations.
Ce n'est qu'au XXe siècle que l'analyse des symptômes et la relecture des rapports d'autopsie permirent d'identifier sa maladie comme un cancer du colon.

## Titres
- 1682 – 1701: Princesse de Lobkowicz.
- 1701 – 1703: Princesse héréditaire de Schwarzenberg.
- 1703 – 1732: Princesse de Schwarzenberg.
- 1732 – 1741: Princesse douairière de Schwarzenberg.